# Beverly Glenn-Copeland
Beverly Glenn-Copeland es un músico y cantante que nació en Filadelfia, pero desarrolló la mayoría de su vida y carrera en Canadá. Es un hombre transgénero.
Glenn-Copeland empezó su carrera musical como cantante de folk, incorporando elementos de jazz, música clásica y blues. También participó como intérprete en álbumes de Ken Friesen, Bruce Cockburn, Gen Murtynec, Bob Disalle y Kathryn Moisés. 
Por otra lado, se desempeñó como escritor del programa de televisión infantil Plaza Sésamo. Asimismo, fue actor por veinticinco años en el espectáculo televisivo Mr. Dressup, desempeñando un papel regular.
Es más conocido por su álbum Keyboard Fantasies lanzado en 1986, en el que solo utilizó un piano Yamaha DX7, Roland TR-707 y su voz. El álbum estuvo seleccionado como uno de los 70 Registros más grandes realizado por mujeres (the 70 greatest recordings by a women) por The Stranger.